# Gyrinus caspius
Gyrinus caspius là một loài bọ cánh cứng trong họ van Gyrinidae. Loài này được Ménétries miêu tả khoa học năm 1832.